# Llista de falsos amics del català amb l'italià
Aquesta és una llista d'alguns dels falsos amics més habituals entre l'italià i el català.
| italià                | significat en català                                                       | semblant al català                                                       | en italià es fa servir                                          |
| --------------------- | -------------------------------------------------------------------------- | ------------------------------------------------------------------------ | --------------------------------------------------------------- |
| accidente             | contratemps                                                                | accident                                                                 | incidente                                                       |
| aggiornamento         | actualització                                                              | ajornament                                                               | differimento                                                    |
| allargare             | eixamplar                                                                  | allargar                                                                 | allungare                                                       |
| amo                   | ham                                                                        | amo, mestre (senyor)                                                     | padrone                                                         |
| arancia               | taronja                                                                    | aranja                                                                   | pompelmo                                                        |
| arrosto               | rostit                                                                     | arròs                                                                    | riso                                                            |
| assaggiare            | tastar / temptar, provar de fer                                            | assajar                                                                  | provare, fare le prove                                          |
| autista               | conductor (d'un vehicle)                                                   | autista (malalt)                                                         | autistico                                                       |
| bagnare               | mullar (banyar)                                                            | banyar-se                                                                | fare il bagno                                                   |
| barato                | enganyat                                                                   | barat                                                                    | economico, non costoso                                          |
| bravo, a              | fort, a (en quelcom); brau, brava adj.                                     | bravo!, brava!, bravi!, brave!                                           | bravo!                                                          |
| brutto-a              | lleig, dolent-a                                                            | brut-a                                                                   | sconcio-a; sporco-a (fig, història, acudit)                     |
| burro                 | mantega                                                                    | burro-a                                                                  | asino-a                                                         |
| cagna                 | gossa                                                                      | canya (planta)                                                           | canna                                                           |
| caldo                 | calent, cald, càlid                                                        | caldo (brou)                                                             | brodo                                                           |
| caro                  | estimat, benvolgut, car                                                    | car                                                                      | costoso; perché, poiché                                         |
| carta                 | paper                                                                      | carta (lletra)                                                           | lettera                                                         |
| cattivo-a             | dolent-a, malvat-ada, ant. catiu                                           | captiu-iva                                                               | prigioniero-a                                                   |
| così                  | així                                                                       | cosí                                                                     | cugino                                                          |
| costipato             | restret                                                                    | constipat (refredat)                                                     | raffreddato                                                     |
| cozza                 | musclo                                                                     | coça (reguitnet)                                                         | scalcio                                                         |
| (fare le) commissioni | (anar a fer) compres, anar a plaça/mercat                                  | comissió                                                                 | commissione (percentatge de l'agent) / comitato (comité)        |
| domandare             | demanar/preguntar                                                          | demanar                                                                  | chiedere, richiedere                                            |
| equipaggio            | tripulació, equipatge                                                      | equipatge, bagatge                                                       | bagaglio                                                        |
| estate                | estiu                                                                      | estat                                                                    | stato                                                           |
| faccenda              | feina a fer, afers, negocis                                                | fatxenda                                                                 | presuntuoso; vanità, presunzione                                |
| fascicolo             | expedient, sumari; fascicle                                                | fascicle                                                                 | fascicolo                                                       |
| festeggiare           | celebrar una festa, festival, festejar                                     | festejar                                                                 | corteggiare                                                     |
| gamba                 | cama                                                                       | gamba (animal)                                                           | gamberetto                                                      |
| genero                | gendre                                                                     | gènere                                                                   | qualità                                                         |
| guardare              | mirar                                                                      | guardar (desar)                                                          | serbare, conservare, custodire                                  |
| ho                    | tinc/he-haig                                                               | ho                                                                       | lo (pronom)                                                     |
| imbarazzo             | confusió, desconcert                                                       | embaràs (gravidesa cult.)                                                | gravidanza                                                      |
| imparare              | aprendre                                                                   | emparar                                                                  | proteggere, guardare, riparare                                  |
| incidente             | accident                                                                   | incident                                                                 | avvenimento                                                     |
| infortunio            | lesió, ferida                                                              | infortuni                                                                | disgrazia grave                                                 |
| lebbra                | lepra                                                                      | llebre                                                                   | lepre                                                           |
| loro                  | ells, elles; llur, llurs                                                   | lloro (animal)                                                           | pappagallo                                                      |
| lupa                  | lloba                                                                      | lupa                                                                     | lente d'ingrandimento                                           |
| maresciallo           | caporal (de la Guàrdia Urbana), subtinent, brigada (a l'exèrcit); mariscal | manescal                                                                 | maniscalco                                                      |
| mela                  | poma                                                                       | mel                                                                      | miele                                                           |
| mirare                | apuntar, visar, posar en mira                                              | mirar                                                                    | guardare                                                        |
| morbido-a             | suau-ava, tou-ova, dolç-a                                                  | mòrbid-a                                                                 | morboso-a                                                       |
| morsa                 | mossegada                                                                  | morsa (animal)                                                           | tricheco                                                        |
| mustacchi             | iron. mostatxo(s) gros(sos) i vistós(os)                                   | mostatxo(s)                                                              | baffi plur.                                                     |
| nata                  | nascuda, nada                                                              | nata                                                                     | panna                                                           |
| negozio               | botiga                                                                     | negoci                                                                   | affare                                                          |
| noi                   | nosaltres                                                                  | noi                                                                      | bambino                                                         |
| novella               | conte                                                                      | novel·la, romanç                                                         | romanzo                                                         |
| officina              | taller, garatge (automòbil)                                                | oficina                                                                  | ufficio                                                         |
| opusculo              | opuscle; (paper/full) volant, full volander, fullet publicitari, prospecte | opuscle                                                                  | opusculo                                                        |
| osso                  | os (esquelet)                                                              | os (animal)                                                              | orso                                                            |
| particolare n.        | detall                                                                     | particular adj.                                                          | particolare                                                     |
| patente               | permís de conduir, carnet, llicència                                       | patent                                                                   | brevetto                                                        |
| persa                 | perduda (perdre)                                                           | persa (de Pèrsia)                                                        | persiana                                                        |
| pèsca                 | préssec                                                                    | pesca                                                                    | pésca                                                           |
| polpette              | pilotes, pilotilles, bolilles de carn o boles de picolat (mandonguilles)   | popets                                                                   | polipetti o polpetti                                            |
| professionale adj.    | professional                                                               | professional n.                                                          | professionista                                                  |
| qualità               | gènere; qualitat                                                           | qualitat                                                                 | qualità                                                         |
| rape                  | raves                                                                      | rap (peix)                                                               | pescatrice o rospo di mare                                      |
| rata                  | termini, terme                                                             | rata, rat                                                                | ratto                                                           |
| rifare                | refer                                                                      | rifar                                                                    | sorteggiare                                                     |
| sembrare              | semblar                                                                    | sembrar                                                                  | seminare                                                        |
| servire (ci serve...) | caldre, ser necessari                                                      | servir                                                                   | essere utile, andare bene                                       |
| stivale               | bota (calçat)                                                              | estival (de l'estiu)                                                     | estivo                                                          |
| successo              | èxit, succés                                                               | succés, fet (esdeveniment)                                               | evento                                                          |
| tovaglia              | estovalles, tovalla/tovalles                                               | tovallola, tovalla (eixugamà/eixugamans= Drap per a eixugar-se les mans) | asciugamano                                                     |
| tenda                 | cortina                                                                    | tenda                                                                    | tenda; negozio (cat. botiga, establiment on es ven a la menuda) |
| tristo (arcaic)       | dolent, malvat                                                             | trist                                                                    | triste                                                          |
| travagliare           | turmentar, afligir                                                         | treballar                                                                | lavorare                                                        |
| triviale              | vulgar, de mal gust                                                        | trivial                                                                  | irrilevante, facile                                             |